# Don’t Rush
Don’t Rush – piosenka amerykańskiej wokalistki Kelly Clarkson z albumu Greatest Hits – Chapter One, napisana przez Blu Sandersa, Natalie Hemby i Lindsay Chapman oraz wyprodukowany przez Danna Huffa. W utworze gościnnie wystąpił Vince Gill.
Piosenka dotarła do 23. miejsca na liście Hot Country Songs oraz do 87. miejsca na amerykańskiej liście Billboard Hot 100.
Za ten utwór artyści otrzymali nominację do nagrody Grammy w kategorii Best Country Duo/Group Performance (Najlepszy grupowy występ country).